# Хан, Мехбуб
Мехбуб Хан (полное имя Мехбуб Хан Рамзан Хан; 9 сентября 1907 — 28 мая 1964) — индийский кинорежиссёр
 и кинопродюсер снимавший фильмы на хинди, наиболее известный по постановке социального эпоса «Мать Индия» (1957). В 1954 году он основал свою продюсерскую компанию — Mehboob Productions, а затем киностудию — Mehboob Studios в Бандре, Мумбаи. Он создал жанр разбойничьего фильма с «Аурат» (1940) и «Мать Индия» , и также известен другими блокбастерами, включая романтическую драму «Андаз» (1949), лихой мюзикл «Аан» (1951) и мелодраму «Амар» (1954).